# Зяблюк Катерина Андріївна
Зяблюк Катерина Андріївна (англ. Kateryna Ziabliuk) — українська піаністка, вокалістка, композиторка і педагогиня, співзасновниця української медіа-платформи про імпровізаційну музику Meloport. Донька художника Андрія Зяблюка, онука журналіста Михайла Зяблюка.

## Біографія
Народилася 8 жовтня 1999 року в Києві, у творчій родині. Почала навчатися музиці у віці 6 років у ДШМ ім. Вериківського. У шкільні роки відвідувала відділення історії України та української мови та літератури в Малій академії наук України.
Закінчила факультет джазового фортепіано КМАМ ім. Глієра, після чого переїхала до Польщі й продовжила навчання у Музичній Академії в Кракові, згодом — у Консерваторії Джузеппе Верді в Мілані.
У травні 2020 року Катерина Зяблюк дебютувала з альбомом «Borders Make You Grow», що містить авторські композиції та народні пісні, інтерпретовані сольно. Того ж року вийшов альбом Rusnak/Ziabliuk Quartet під назвою «Piżmo», який складається з авторських композицій польського джазового контрабасиста Яромира Руснака.
У 2021 році вийшов концертний альбом «Live at the Enjoy Jazz Festival». У музиці поєднуються прийоми сучасної класики, мелодика української народної пісні та джазова традиція.
Своєю діяльністю виконує роль «культурної посланки» України, – у своїй творчості відсилається здебільшого до джерел українського фольклору та історії, налагоджує зв'язки з музикантами з усього світу та популяризує діяльність українських джазових музикантів на міжнародних творчих майданчиках.

## Проєкти
Нині[коли?] діючі:
- TANŌK (дует з польською вокалісткою Natalia Kordiak)
- Kateryna Ziabliuk Solo
- O.N.E
- Hilarious Disasters

Виступала зі своїми гуртами на багатьох фестивалях, таких як: Leopolis Jazz Festival, Jazz Bez, Bielska Zadymka Jazzowa у Бельсько-Бялій, Jazztopad Festival у Вроцлаві, Pannonika, Katowice JazzArt Festival, Kraków Summer Jazz Days, So What's Next? Festival, Enjoy Jazz Festival у Мангаймі.[джерело?] та ін.